# Udo-Willi Kögler

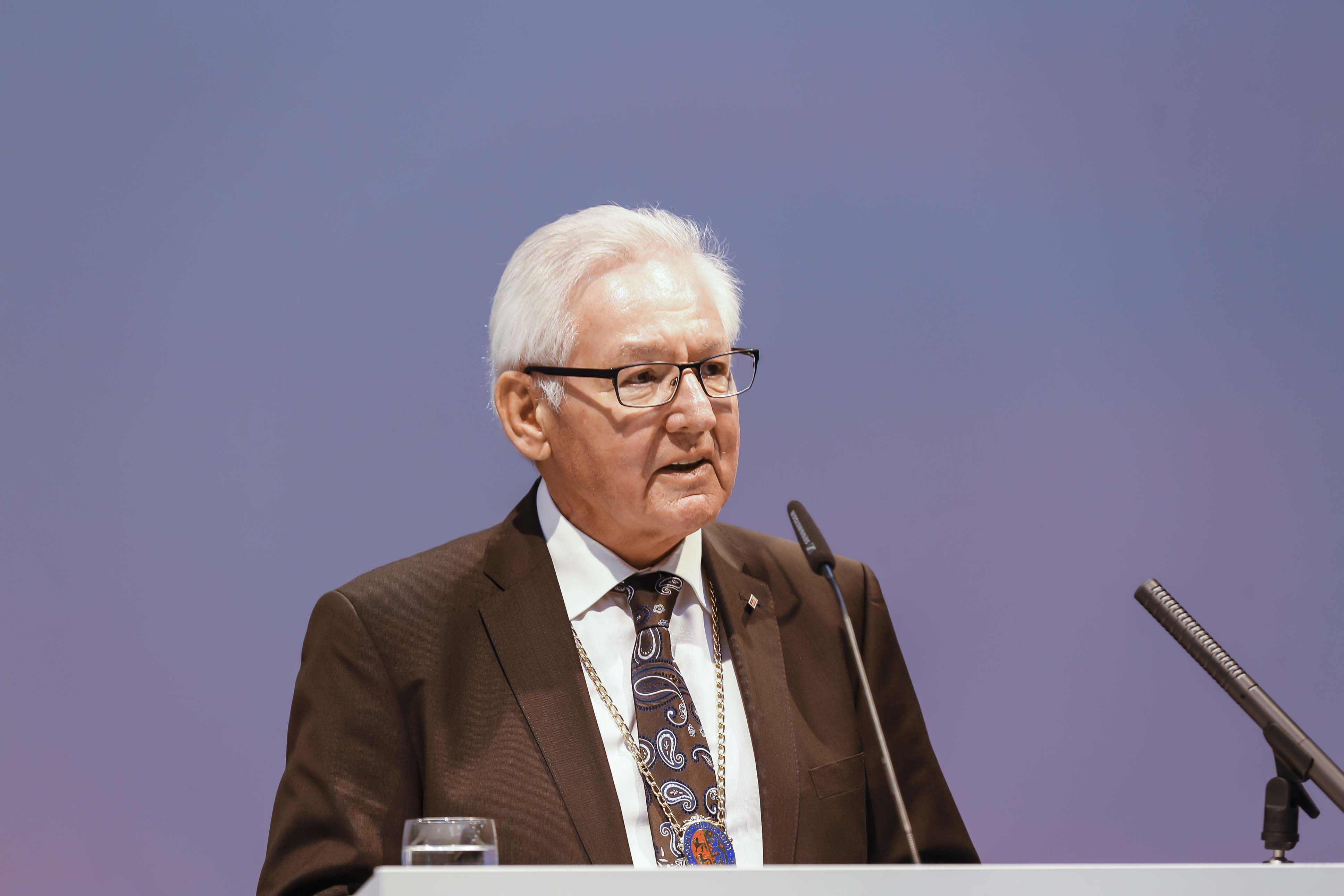
Udo-Willi Kögler (2015)

Udo-Willi Kögler (* 4. Dezember 1942 in Wolfenbüttel) ist ein deutscher Manager. Er war von April 2008 bis März 2017 Vorstandssprecher des Niedersächsischen Forschungszentrums Fahrzeugtechnik (NFF) der Technischen Universität Braunschweig, davor war er Bereichsleiter für die Abteilung Forschung und Entwicklung der Volkswagen Aktiengesellschaft. Er engagiert sich darüber hinaus aktiv für die Region Braunschweig-Wolfsburg. Kögler ist verheiratet und hat eine Tochter.

## Leben

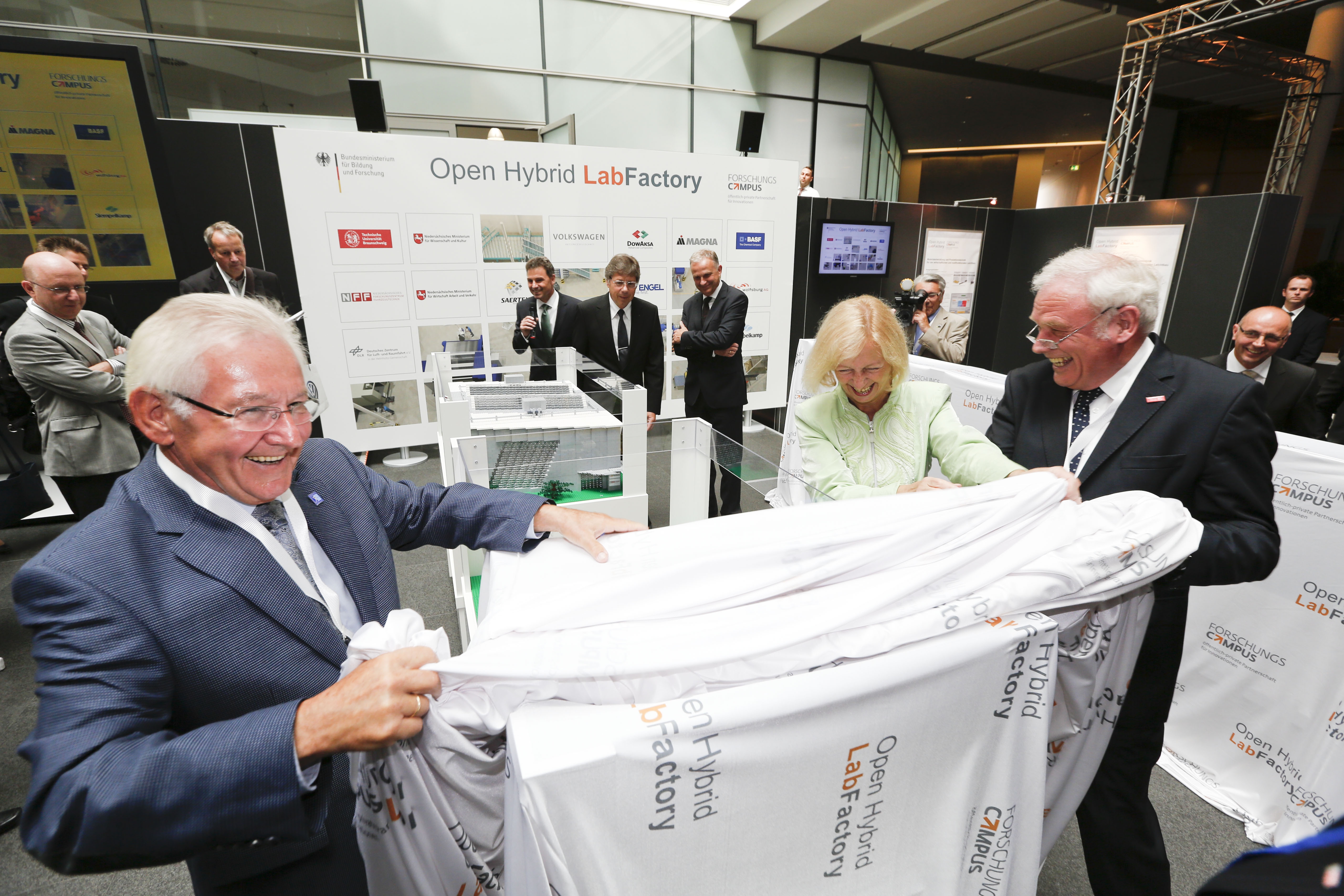
5. Juli 2013: Startschuss für den LeichtbauCampus „Open Hybrid LabFactory“ in Wolfsburg; Kögler mit Bundesforschungsministerin Johanna Wanka und Jürgen Hesselbach, Präsident der TU Braunschweig (von links)

Kögler studierte Physik an der Technischen Universität Braunschweig und ist nach seinem Studium 1971 in die Abteilung Forschung und Entwicklung der Volkswagen Aktiengesellschaft eingetreten. Er war zuständig für den Aufbau der Abteilung für Messgeräte in der Forschung und hat 1978 die Funktion eines Abteilungsleiters für Messtechnik übernommen. 1985 kam die Koordination von Personal, Infrastruktur und Investition im Bereich Forschung und Entwicklung hinzu. Von 1988 bis 2006 war Kögler in Funktion des Bereichsleiters für den Zentralbereich Forschung und Entwicklung der Volkswagen AG mit ca. 2.500 Mitarbeiterinnen und Mitarbeitern zuständig.
2007 wurde Kögler Vorstandsbeauftragter für die neu gegründete Volkswagen-Initiative „Volkswagen Pro Ehrenamt“.
Mit der Gründung des Niedersächsischen Forschungszentrums Fahrzeugtechnik (NFF) der Technischen Universität Braunschweig übernahm Udo-Willi Kögler von April 2008 bis März 2017 die Funktion des Sprechers des Gründungsvorstandes und hat maßgeblich am Aufbau und der Entwicklung des Zentrums mitgewirkt. In dieser Funktion hat Kögler auch einen wesentlichen Anteil zur Entstehung und Entwicklung des LeichtbauCampus „Open Hybrid LabFactory“ in Wolfsburg beigetragen.

## Wirken im Niedersächsischen Forschungszentrum Fahrzeugtechnik

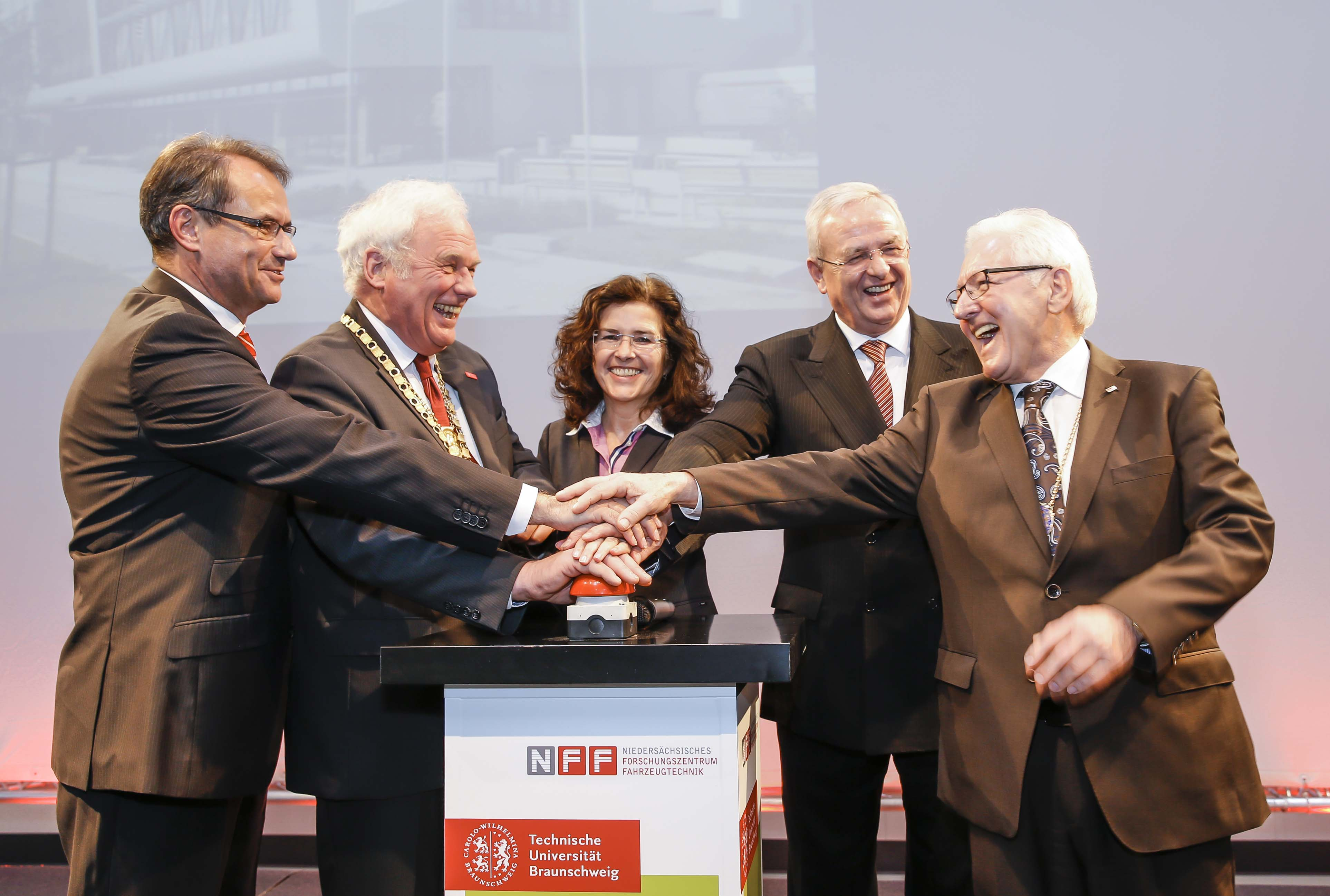
Eröffneten das NFF am 11. Februar 2015: Braunschweigs Oberbürgermeister Ulrich Markurth, Jürgen Hesselbach, die Niedersächsische Ministerin für Wissenschaft und Kultur, Gabriele Heinen-Kljajić, Martin Winterkorn, Udo-Willi Kögler (von links)

Das Niedersächsische Forschungszentrum Fahrzeugtechnik ist ein wissenschaftliches Zentrum der Technischen Universität Braunschweig und wurde im Dezember 2007 mit Unterstützung der Niedersächsischen Landesregierung und der Volkswagen Aktiengesellschaft gegründet, um die Forschungsregion Braunschweig im Verbund mit den NFF Mitgliedsuniversitäten, der Technischen Universität Clausthal sowie der Leibniz Universität Hannover als Spitzenstandort in der Fahrzeug- und Verkehrstechnik zu etablieren. Anfang 2009 erfolgte die Eröffnung des Standortes Wolfsburg im MobileLifeCampus. Im Februar 2015 wurde der NFF-Neubau am Braunschweiger Forschungsflughafen eingeweiht.
Kögler war seit der Gründung des Niedersächsischen Forschungszentrums Fahrzeugtechnik der Technischen Universität Braunschweig 2008 Sprecher des Vorstands. In der Gründungsphase des NFF leistete er interdisziplinäre sowie institutionen- und hochschulübergreifende Vorarbeiten.

## Auszeichnungen
Am 20. Mai 2006 verlieh die Fakultät für Elektrotechnik und Informationstechnik der Technischen Universität Braunschweig Kögler Grad und Würde eines Doktoringenieurs Ehren halber (Dr.-Ing. E.h.). Kögler erhielt die Auszeichnung »in Anerkennung seiner persönlichen, hervorragenden Forschungsarbeiten und Leistungen bei der Entwicklung neuer Technologien für die Produktentstehung und deren Weiterentwicklung zum rechnergestützten Produktentstehungsprozess sowie der herausragenden Bedeutung dieses Prozesses in der praktischen Anwendung«.
Im Mai 2015 verlieh die Technische Universität Braunschweig auf Beschluss des Senats Kögler die Würde eines Ehrensenators. Er erhielt diese Auszeichnung „in Anerkennung seiner besonderen Verdienste um den Aufbau und die Etablierung des Niedersächsischen Forschungszentrums für Fahrzeugtechnik, die Förderung von Forschung und Lehre an der Technischen Universität Braunschweig und seines besonderen Engagements für den Mobilitätsstandort Niedersachsen“.

## Gesellschaftliches Engagement

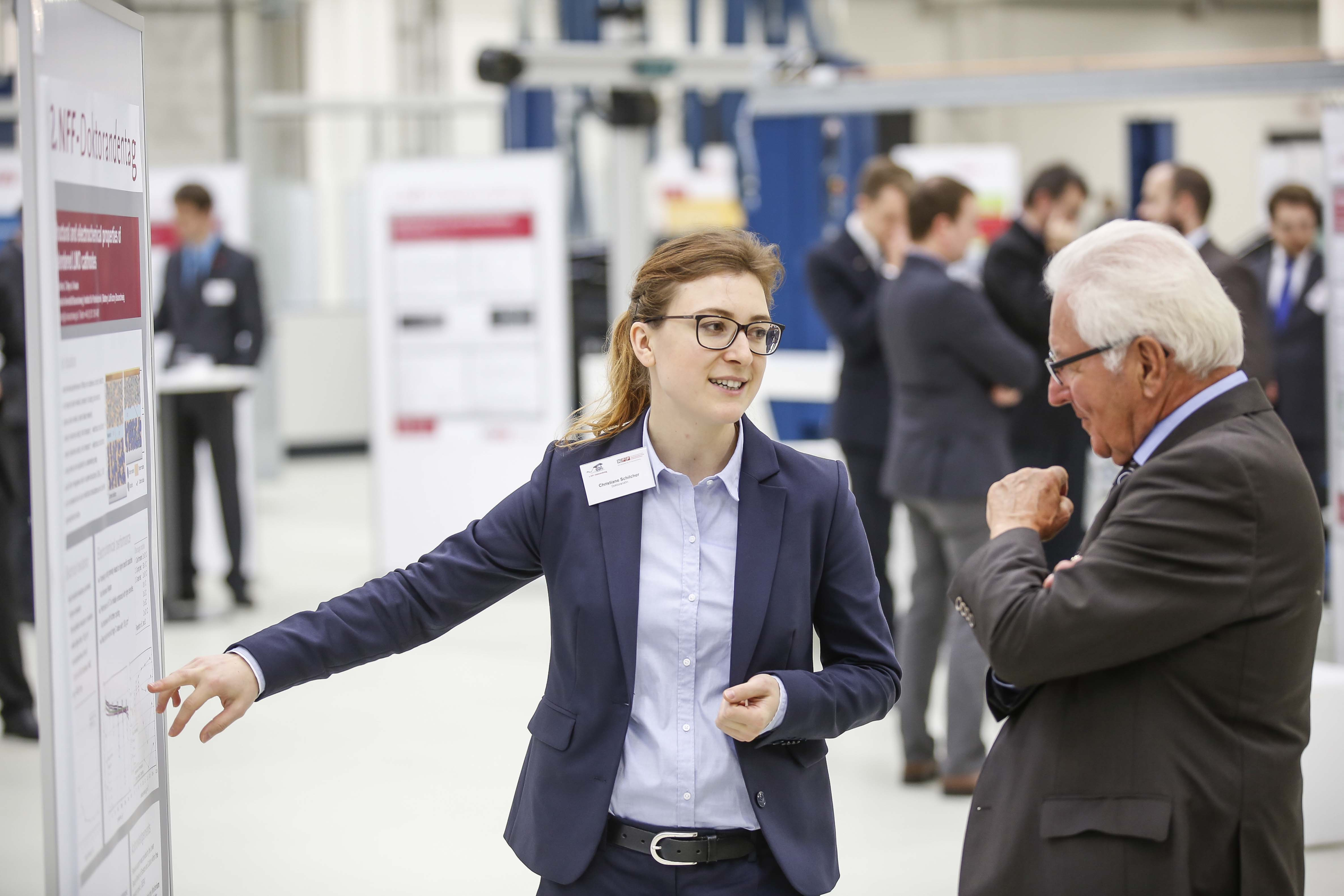
Udo-Willi Kögler beim 2. NFF-Doktorandentag am 19. November 2015

Kögler hat darüber hinaus Funktionen in verschiedenen Gremien, Organisationen und Verbänden:
- Vorsitzender der Bürgerstiftung Wolfsburg
- Beiratsvorsitzender des mittelständischen Unternehmens MKN Maschinenfabrik Kurt Neubauer GmbH & Co. KG in Wolfenbüttel
- Beiratsmitglied der Academica Julia, ein Verein zur Förderung von Wissenschaft und Forschung[2]
- Seit 2008: Stiftung des Walter-Kertz-Studienpreises (gemeinsam mit seiner Ehefrau Christine Kögler)

Für sein Engagement wurde Kögler 2007 von der Stadt Wolfsburg mit der Stadtplakette in Silber ausgezeichnet. 2018 erhielt er die Ehrenbürgerwürde der Stadt.

## Politisches Engagement
Kögler engagiert sich seit den 1960er Jahren für die Belange der SPD in der Region Wolfsburg. Von 1971 bis 1991 war er aktives Mitglied im Ortsrat von Vorsfelde (Stadt Wolfsburg). Darüber hinaus war er von 1976 bis 1989 Mitglied im Rat der Stadt Wolfsburg. Für sein soziales Engagement in Wolfsburg und dem Ortsteil Vorsfelde wurde ihm 2008 die Carl-Grete-Medaille verliehen.